# Akademiernas kommitté för mänskliga rättigheter
Kommittén för mänskliga rättigheter grundades 1995 och består av representanter från Kungl. Vetenskapsakademien, Kungl. Vitterhets Historie och Antikvitets Akademien, Svenska Akademien och Sveriges unga akademi.
Kommittén bevakar situationen för forskare i världen som utsätts för olika former av rättsövergrepp. Arbetet utgår ifrån internationella konventioner som till exempel FN:s deklaration om de mänskliga rättigheterna. 
Kommittén för mänskliga rättigheter tillhör det internationella akademinätverket The International Human Rights Network of Academies and Scholarly Societies. Nätverket uppmärksammar kommittén på fall där mänskliga rättigheter kränks, det kan gälla till exempel forskare, läkare eller jurister. Ofta rör det sig om fängslande på oklara grunder, att sjukvård nekas under fängelsevistelsen, att kontakt med advokat och familj försvåras och att politiska fångar hålls fängslade med vanliga kriminella. Kommittén agerar då genom att skriva brev till berörda statschefer i de aktuella länderna.
Akademiernas kommitté för mänskliga rättigheter ska inte förväxlas med den Scientologikopplade organisationen Kommittén för mänskliga rättigheter (KMR).